# Gratta e vinci (film)
Gratta e vinci è un film italiano del 1996 diretto da Ferruccio Castronuovo. È l'unico lungometraggio a soggetto realizzato dal regista.

## Trama
Andrea, Maurizio e Sergio sono tre vitelloni della provincia italiana, sfaccendati di professione, pigri, indolenti e ricchi di inventiva, riescono sempre a cavarsela alle spalle di qualche persona ingenua. Maurizio è fidanzato con la poliziotta Anna, di cui è gelosissimo, Sergio vive ancora con la madre e Andrea è tiranneggiato dalla moglie e dal cognato ex pugile. Quando in città arriva una troupe per girare uno spot pubblicitario, Andrea e Sergio conoscono due attrici; nel frattempo Maurizio viene lasciato da Anna.
La vincita d'una forte somma al Gratta e vinci viene investita dai tre in un viaggio in Sardegna alla ricerca delle attrici dello spot.

## Produzione
La pellicola, della durata di 1 ora e 32 minuti è stata filmata quasi interamente a Sarnano, nelle Marche. 
Nonostante questo, il film non ha incontrato il consenso del pubblico. Il suo voto IMDb è infatti 3.6 su 10.